# درایوپه
درایوپه (‎/ˈdraɪ.əpiː/‎؛ یونانی باستان: Δρυόπη مشتق‌شده از δρῦς drys، به‌معنی «بلوط»؛ «دارکوب») در اساطیر یونانی، نامی است که به چندین شخصیت متمایز نسبت داده می‌شود:
- درایوپه، دختر درایپس و مادر آمفیسوس که پدرش آپولون است.
- درایوپه، مادر تارکیتوس که پدرش فاونوس است، خدای جنگل. تارکیتوس توسط آئنیاس کشته شد.[۲]
- درایوپه، یک نمیف که مسئول ربودن هیلاس بود، کاری که طبق خواست هرا انجام داد.[۳] نام او ممکن است مربوط به این واقعیت باشد که هیلاس پسر تئوداماس، پادشاه درایوپه‌ها بود.
- درایوپه، یک زن از تبای با اصالت فنیقی، مادر کرومیس. او بدون توجه به بارداری خود به ماینادها پیوست و هنگامی که گاو نر قربانی را از شاخ می‌کشید، زایمان کرد.[۴]
- درایوپه، یک لمینوسی.[۵]
- درایوپه، مادر اینوتروپای که پدرش آنیوس است.[۶]